# Cora Stephan
Cora Stephan (født 7. april 1951 i Bad Rothenfelde) er en tysk forfatter og essayist. I Danmark er der blevet udgivet 5 krimier skrevet under pseudonymet Anne Chaplet. Hun har også udgivet bøger under navnet Sophie Winter.
Cora Stephan bor i Mücke nær Frankfurt i Tyskland og Laurac-en-Vivarais (Frankrig). Under pseudonymet Anne Chaplet har hun vundet Deutscher Krimi Preis to gange (i 2001 and 2004) og modtaget Radio Bremen Krimipreis i 2003.

## Bøger

### Essays af Cora Stephan
- 1992 Wir Kollaborateure
- 1993 Der Betroffenheitskult
- 1995 Neue deutsche Etikette
- 1998 Das Handwerk des Krieges

### Romaner af Anne Chaplet
- 1998 Caruso singt nicht mehr (Caruso synger ikke mere, dansk 2008)
- 1999 Wasser zu Wein
- 2000 Nichts als die Wahrheit (Intet andet end sandheden, dansk 2009)
- 2002 Die Fotografin
- 2003 Schneesterben (Liget i sneen, dansk 2010)
- 2004 Russisch Blut
- 2006 Sauberer Abgang (En ren død, dansk 2011)
- 2007 Doppelte Schuld
- 2008 Schrei nach Stille (Skrig om stilhed, dansk 2012)
- 2012 Erleuchtung

### Romaner af Sophie Winter
- 2010 Filou. Ein Kater sucht das Glück
- 2012 Filou. Ein Kater auf Abwegen

## Externe henvisninger

### Tysksprogede hjemmesider
- Cora Stephan
- Anne Chaplet